# Cymbovula
Cymbovula is een geslacht van weekdieren uit de klasse van de Gastropoda (slakken).

## Soorten
- Cymbovula acicularis (Lamarck, 1811)
- Cymbovula bebae Fernandes & Rolán, 1995